# Nicola Chiaruzzi
Nicola Chiaruzzi (ur. 25 grudnia 1987 w Borgo Maggiore) – sanmaryński piłkarz występujący na pozycji pomocnika, reprezentant San Marino w latach 2010–2016.

## Kariera klubowa
Wychowanek akademii piłkarskiej klubu San Marino Calcio. W sezonie 2006/07 był graczem FC Fiorentino, gdzie rozpoczął karierę na poziomie seniorskim w Campionato Sammarinese. W latach 2007–2009 występował w SP La Fiorita, dla której rozegrał 26 spotkań i zdobył 2 bramki. W 2008 roku otrzymał od FSGC nagrodę Pallone di Cristallo, przyznawaną najlepszemu zawodnikowi w sanmaryńskiej piłce nożnej.
Latem 2009 roku został zawodnikiem SP Tre Penne. 15 lipca 2010 zadebiutował w europejskich pucharach w meczu z HŠK Zrinjski Mostar (1:4) w eliminacjach Ligi Europy UEFA. W lipcu 2013 roku SP Tre Penne z Chiaruzzim w składzie pokonało 1:0 Szirak Giumri w I rundzie kwalifikacji Ligi Mistrzów 2013/14 (1:3 w dwumeczu). Było to pierwsze w historii zwycięstwo odniesione przez sanmaryński klub w rozgrywkach o europejskie puchary. Na arenie krajowej wywalczył on z SP Tre Penne czterokrotnie mistrzostwo San Marino (2011/12, 2012/13, 2015/16, 2018/19), Puchar San Marino (2016/17) oraz dwukrotnie krajowy superpuchar (2013, 2016). W sezonie 2017/18 występował w sekcji futsalowej SP Tre Penne, z którą wywalczył wicemistrzostwo kraju oraz Puchar San Marino. Po zakończeniu rozgrywek otrzymał od FSGC nominację do nagrody Futsal Best Player 2018. W latach 2018–2021 w barwach SP Tre Penne zaliczył 28 spotkań w Campionato Sammarinese, po czym odszedł do sekcji futsalowej FC Domagnano.

## Kariera reprezentacyjna
W latach 2004–2005 Chiaruzzi rozegrał 5 meczów w reprezentacji San Marino U-19, podczas dwóch kampanii kwalifikacyjnych do Mistrzostw Europy. W latach 2007–2008 zaliczył 5 występów w reprezentacji U-21 w eliminacjach Mistrzostw Europy 2009.
W sierpniu 2010 roku otrzymał od Giampaolo Mazzy pierwsze powołanie do seniorskiej reprezentacji San Marino na mecze eliminacji Mistrzostw Europy 2012 z Holandią i Szwecją. 7 września 2010 zadebiutował w wyjazdowym spotkaniu przeciwko Szwecji w Malmö, przegranym 0:6. Rozpoczął on mecz w podstawowym składzie i został zmieniony w 72. minucie przez Alexa Gasperoniego. 15 listopada 2014 podczas eliminacji Mistrzostw Europy 2016 wystąpił w zremisowanym 0:0 spotkaniu z Estonią w Serravalle. San Marino zdobyło tym samym pierwszy w historii punkt w kwalifikacjach mistrzostw Europy i przerwało jednocześnie serię 61 porażek z rzędu. Ogółem w latach 2010–2016 Chiaruzzi rozegrał w reprezentacji 9 meczów, nie zdobył żadnej bramki.

## Sukcesy

### Zespołowe
SP Tre Penne
- mistrzostwo San Marino: 2011/12, 2012/13, 2015/16, 2018/19
- Puchar San Marino: 2016/17
- Superpuchar San Marino: 2013, 2016

SP Tre Penne (futsal)
- Puchar San Marino: 2017/18

### Indywidualne
- Pallone di Cristallo: 2008